# Pericyma basalis
Pericyma basalis är en fjärilsart som beskrevs av Alfred Ernest Wileman och South 1916. Pericyma basalis ingår i släktet Pericyma och familjen nattflyn. Inga underarter finns listade i Catalogue of Life.